# Демихово (Владимирская область)
Демихово — деревня в Собинском районе Владимирской области России, входит в состав Рождественского сельского поселения.

## География
Деревня расположена на берегу реки Ворша в 5 км на запад от центра поселения села Рождествено и в 31 км на северо-запад от райцентра города Собинка.

## История
В конце XIX — начале XX века деревня входила в состав Черкутинской волости Владимирского уезда. В 1859 году в деревне числилось 15 дворов, в 1905 году — 32 двора, в 1926 году — 35 хозяйств.
С 1929 года деревня входила в состав Куделинского сельсовета Ставровского района, с 1932 года — в составе Черкутинского сельсовета Собинского района, с 1945 года — в составе Ставровского района, с 1954 года — в составе Рождественского сельсовета, с 1965 года — в составе Собинского района, с 2005 года — в составе Рождественского сельского поселения.

## Население
| 1859 | 1905 | 1926 | 2002 | 2010 | 2021 |
| ---- | ---- | ---- | ---- | ---- | ---- |
| 152  | ↗190 | ↘142 | ↘14  | ↘5   | ↗8   |